# ジンジャー姉妹
ジンジャー姉妹（じんじゃーしまい）は、青森県八戸市出身の実の姉妹、湊山りえ（姉）と湊山はる（妹）によるクリエイティブユニット。
青森県八戸市で使われている南部弁をテーマに、音楽・動画・エッセイ・デザイン等のコンテンツを発信。

## 略歴
2014年、妹の湊山はるがアナと雪の女王の劇中歌である「生まれてはじめて（リプライズ）」「雪だるま作ろう」を南部弁でカバーした動画をYouTubeで公開。視聴回数は、2曲合わせて累計1,200万回を超える（2020年7月現在）。
2019年8月、新チャンネル「ジンジャー姉妹」を開設。チャンネルでは、湊山はるによる南部弁カバーと、姉妹で行う南部弁の解説動画を中心に動画配信を行っている。
2020年2月、音楽プロデューサー古坂大魔王氏の主催する「口だけ歌手選手権」にて、湊山はるが決勝2位にて入賞。

## ユニット名の由来
姉妹の実家が神社だったことに由来する。

## 出演

### ラジオ
- 弘前FMアップルウェーブ｢谷津矢車と佐野水柚のタゲだ！青森」（2020年2月22日）[5]
- BeFM「十日市秀悦のえふりこぎでゴメン！」（2020年3月4日）
- BeFM「十日市秀悦のえふりこぎでゴメン！」（2020年3月11日）
- BeFM「十日市秀悦のえふりこぎでゴメン！」（2020年3月18日）
- BeFM「十日市秀悦のえふりこぎでゴメン！」（2020年3月25日）
- BeFM「ゆうらじ！Hachinohe」（2020年4月6日）
- BeFM「ゆうらじ！Hachinohe」（2020年4月13日）
- 弘前FMアップルウェーブ｢谷津矢車と佐野水柚のタゲだ！青森」（2020年4月25日）[6]
- BeFMお正月特別番組「ジンジャー姉妹のゆるぐ聴がさるラジオ」（2021年1月3日）[7]

### インターネットTV
- Cwave「うみねこ音楽院」（2020年2月24日）

### イベント
- オンライン青森夏祭り「おんでやんせ八戸！ 八戸の祭りッコと唄ッコ 八戸の魅力自慢！」ゲスト出演（2020年8月2日）[8]
- 「第1回八戸圏域ファンミーティング～ふるさと気分～」ゲスト出演（2020年9月26日）[9]

## メディア掲載
- デーリー東北新聞文化面「続・おらほが主役だ！～南部愛こそすべて～」（2019年12月31日）
- デーリー東北新聞社会面『「うちで踊ろう」北奥羽にも波及』（2020年4月22日）
- 青森情報サイト「あおもりっていいなぁ」インタビュー記事掲載（2020年5月8日）[10]
- BeFMタイムテーブル2020年7月9日号インタビュー記事掲載（2020年6月30日）

## 連載

### デーリー東北新聞 リレーエッセイ 「ふみづくえ」
- 「短い春に」 湊山りえ （2020年4月22日掲載）[11]
- 「ごんぼほりのたんたん」 湊山はる （2020年5月27日掲載）[12]
- 「南部弁のイメージ」 湊山りえ （2020年7月1日掲載）[13]
- 「残したいもの」 湊山はる （2020年8月5日掲載）[14]
- 「動画作りの裏側」 湊山りえ （2020年9月9日掲載）[15]
- 「歌声のデザイン」 湊山はる （2020年10月14日掲載）[16]
- 「お米が無くとも」 湊山りえ （2020年11月18日掲載）[17]
- 「鈍色とクリスマス」 湊山はる （2020年12月23日掲載）[18]
- 「山と海に育まれて」 湊山りえ （2021年2月3日掲載）[19]
- 「『作る』の原点」 湊山はる （2021年3月10日掲載）[20]

## メンバー

### 湊山りえ
ジンジャー姉妹の姉。南部弁解説の動画編集を担当。
デザイナー、マーケティング・コミュニケーション。
　

### 湊山はる
ジンジャー姉妹の妹。ボーカル担当。南部弁カバー（歌）の動画編集を担当。
アートディレクター、グラフィックデザイナー。
　